# Нижняя Мушка
Нижняя Мушка (мар. Мушкыдӱҥ) — деревня в Сернурском районе Республики Марий Эл. Входит в состав Сердежского сельского поселения.

## География
Находится в северо-восточной части республики Марий Эл на расстоянии приблизительно 7 км на юго-восток от районного центра посёлка Сернур.

## История
Известна с 1876 года как деревня с 6 дворами, где проживали 46 человек, мари. В 1925 году в 28 дворах насчитывалось 148 человек, в 1941 году 32 и 253 соответственно. В 1975 году в 22 хозяйствах насчитывалось 116 жителей, в 1996 году в 15 дворах проживали 59 жителей. В 2005 году отмечено 16 домов. 11 домов сложены из кирпича, остальные — деревянные. В советское время работали колхозы «У кече», «Дружба», «Сила» и «Победа».

## Население
Население составляло 70 человек (мари 100 %) в 2002 году, 59 в 2010.

## Известные уроженцы
- Фёдоров Александр Игнатьевич (1904—1958) — марийский советский государственный, административный и хозяйственный деятель. Депутат Верховного Совета СССР I созыва (1937—1946). Заместитель председателя Марийского областного исполкома и Совета Народных Комиссаров Марийской АССР (1938). Член ВКП(б) с 1939 года. Участник Великой Отечественной войны.
- Фёдорова Зоя Александровна (1931—2010) — марийский советский государственный деятель и педагог. Депутат Верховного Совета СССР 7-го созыва (1966—1970).